# Helena D'Algy
Helena D'Algy (nom de scène d’Antónia Lozano Guedes Infante), née le 18 juin 1906 à Lisbonne (Portugal) et morte en 1992 (date exacte inconnue) à Madrid (Espagne), est une actrice portugaise (parfois créditée Helen D'Algy ou en France Hélène d'Algy).

## Biographie

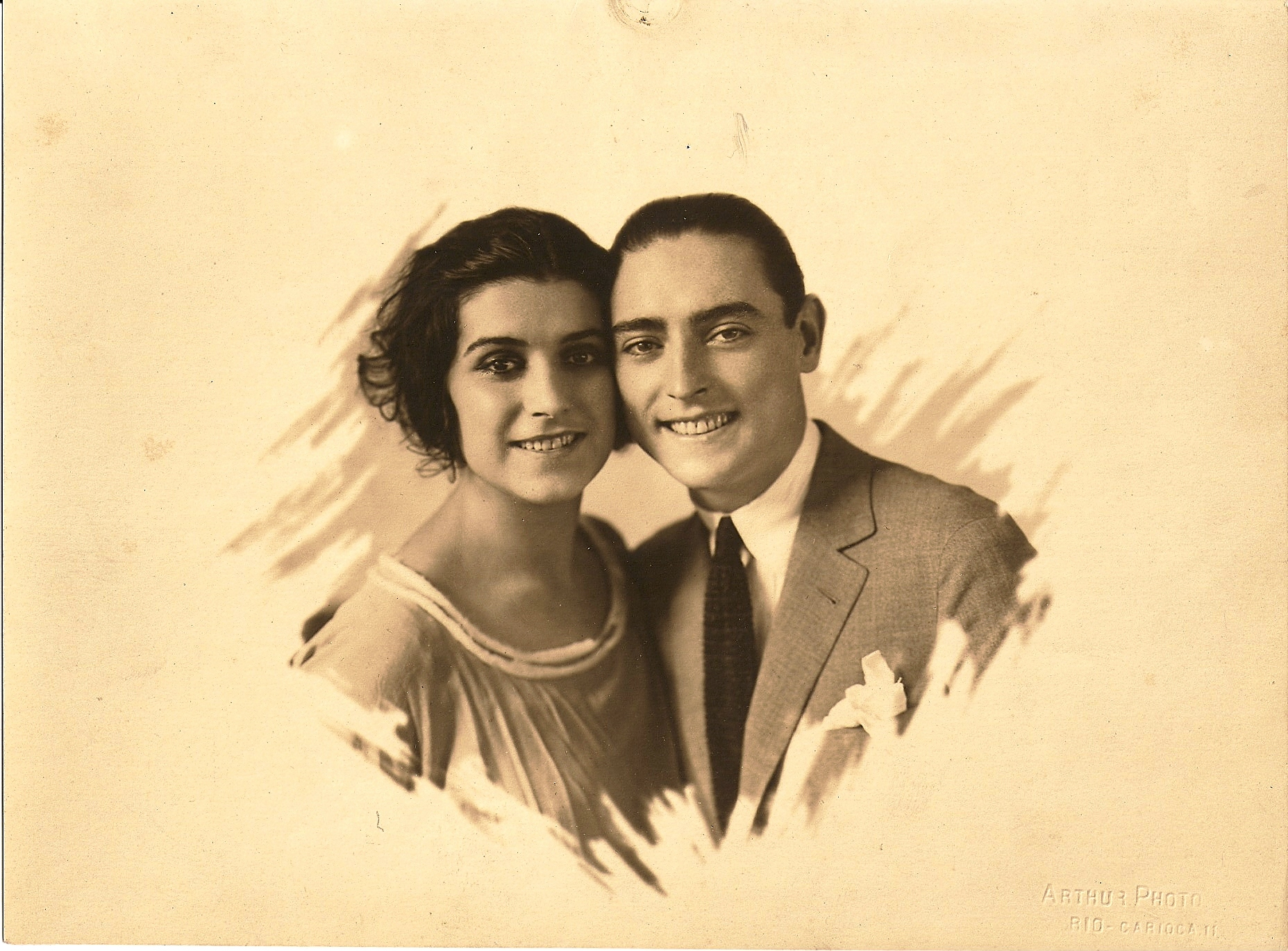
Avec son frère Tony D'Algy (1923)

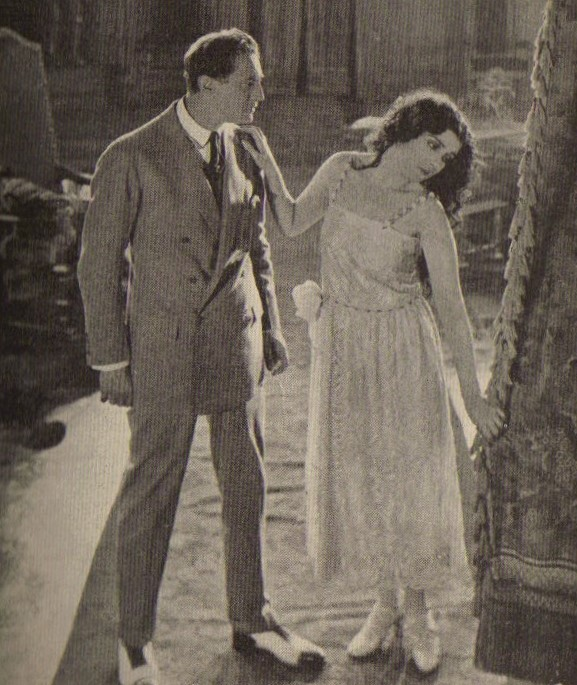
Avec Lou Tellegen, dans Le cœur a beau mentir (1924)

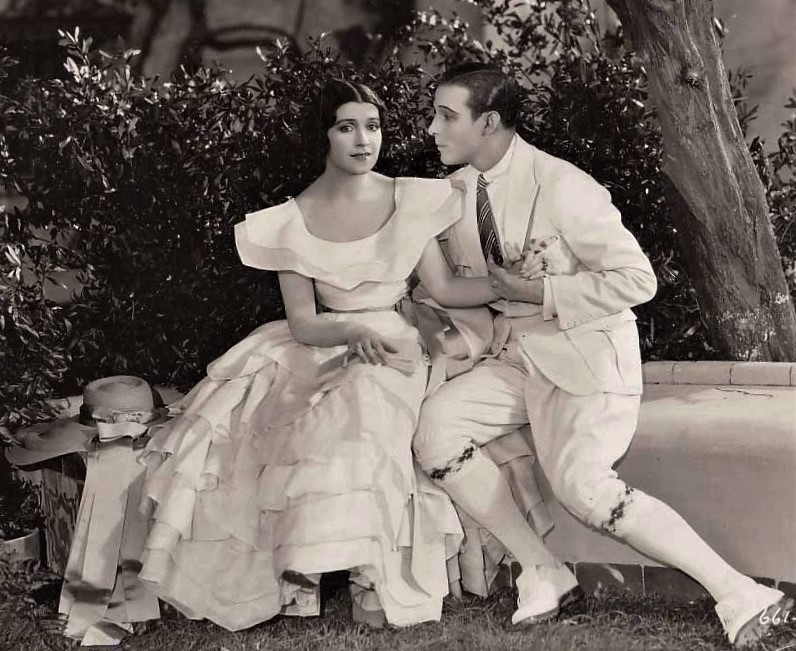
Avec Rudolph Valentino, dans L'Hacienda rouge (1924)

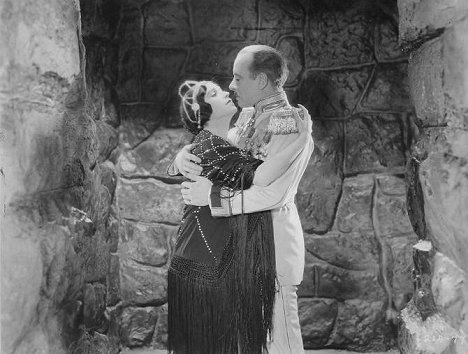
Avec Lewis Stone, dans Les Confessions d'une reine (1925)

Frère de l'acteur et réalisateur Tony D'Algy (né António Eduardo Lozano Guedes Infante, 1897-1977), Helena D'Algy fait une assez courte carrière au cinéma, contribuant à seulement vingt films dès la période du muet ; ses quatre premiers, américains (tentant alors de percer à Hollywood) sortent en 1924, dont L'Hacienda rouge de Joseph Henabery (avec Rudolph Valentino, Nita Naldi et son frère Tony).
Parmi ses autres films américains, mentionnons Daddy's Gone A-Hunting de Frank Borzage (1925, avec Alice Joyce et Percy Marmont) et The Exquisite Sinner de Josef von Sternberg et Phil Rosen (1926, avec Conrad Nagel et Renée Adorée).
S'ajoutent après son retour en Europe (vers 1926) le film français Marions-nous de Louis Mercanton (1931, avec Alice Cocéa et Fernand Gravey) et quelques films américains ou britanniques en version espagnole alternative, notamment Entre noche y día (en) d'Albert de Courville et Fernando Gomis (film britannique, 1932, dont la version française est 77, rue Chalgrin). Signalons aussi le film espagnol Raza de hidalgos (en) de Tony D'Algy (1927, avec le réalisateur et José Nieto).
Son dernier film (américain) est Melodía de arrabal (en) de Louis Gasnier (1933, avec Imperio Argentina et Carlos Gardel), tourné en espagnol aux studios de Joinville pour la Paramount Pictures, au sein de laquelle l'actrice était sous contrat.
Par ailleurs active au théâtre, elle joue à Broadway (New York) à trois reprises, d'abord dans la revue Ziegfeld Follies of 1923 (version estivale de 1923, avec  Eddie Cantor et Al Shean, puis version de la saison 1923-1924, avec Fanny Brice et Bert Wheeler), ensuite dans l'adaptation anglaise de la pièce Le Sexe faible d'Édouard Bourdet (1931, avec Helen Haye et Ronald Squire).
Helena D'Algy meurt en 1992, vers 86 ans. 

## Filmographie complète

### Période du muet
- 1924 : Lend Me Your Husband (en) de Christy Cabanne : la comtesse Ferrari
- 1924 : Le cœur a beau mentir (en) (Let Not Man Put Asunder) de J. Stuart Blackton : Felicia De Proney
- 1924 : L'Hacienda rouge (A Sainted Devil) de Joseph Henabery : Julietta
- 1924 : Le Mort-vivant (en) (It Is the Law) de J. Gordon Edwards : une joueuse habituelle au casino
- 1925 : Les Feux de la rampe (Pretty Ladies) de Monta Bell : Adrienne
- 1925 : Daddy's Gone A-Hunting de Frank Borzage : Olga
- 1925 : The Fool (en) d'Harry F. Millarde : Mme Thornbury
- 1925 : Les Confessions d'une reine (Confessions of a Queen) de Victor Sjöström : Sephora Leemans
- 1926 : Sibérie (Siberia) de Victor Schertzinger : la belle brune
- 1926 : Don Juan d'Alan Crosland : Doña Elvira
- 1926 : Le Cow-boy et la Comtesse (en) (The Cowboy and the Princess) de Roy William Neill : la comtesse Justina
- 1926 : The Exquisite Sinner de Josef von Sternberg et Phil Rosen : la première sœur de Dominique
- 1926 : Nostromo (en) (The Silver Treasure) de Rowland V. Lee : Linda Viola
- 1927 : Raza de hidalgos (en) de Tony D'Algy : rôle non spécifié

### Période du parlant
- 1930 : Doña mentiras d'Adelqui Migliar : Ana María Lemontier
- 1930 : Un hombre de suerte (en) de Benito Perojo[1] : Salomé
- 1931 : Marions-nous de Louis Mercanton : Lolita
- 1932 : Entre noche y día (en) d'Albert de Courville et Fernando Gomis[2] : rôle non spécifié
- 1932 : El hombre que asesinó de Dimitri Buchowetzki et Fernando Gomis : Lady Edith[3]
- 1933 : Melodía de arrabal (en) de Louis Gasnier : Marga

## Théâtre à Broadway (intégrale)
- 1923 : Ziegfeld Follies of 1923, revue produite par Florenz Ziegfeld (version estivale) : Ziegfeld Girl
- 1923-1924 : Ziegfeld Follies of 1923 (version en saison) : Ziegfeld Girl
- 1931 : Le Sexe faible (The Sex Fable) d'Édouard Bourdet, adaptation de Jane Hinton : Christina Leroy-Gomez[4]